# Regeringen Lipponen I
Regeringen Lipponen I  var Republiken Finlands 66:e regering. Regeringen var i grunden en regnbågsregering bestående av Finlands socialdemokratiska parti, Samlingspartiet, Svenska folkpartiet, Vänsterförbundet och Gröna förbundet. 
Ministären regerade 13 april 1995–15 april 1999.

## Ministrar
| Minister                                                       | Period                                                          | Part         |
| -------------------------------------------------------------- | --------------------------------------------------------------- | ------------ |
| Statsminister Paavo Lipponen                                   | 13.4.1995 - 15.4.1999                                           | SDP          |
| Utrikesminister Tarja Halonen                                  | 13.4.1995 - 15.4.1999                                           | SDP          |
| Justitieminister Sauli Niinistö Kari Häkämies Jussi Järventaus | 13.4.1995 - 2.2.1996 2.2.1996 - 13.3.1998 13.3.1998 - 15.4.1999 | Saml         |
| Inrikesminister Jan-Erik Enestam                               | 13.4.1995 - 15.4.1999                                           | SFP          |
| Försvarsminister Anneli Taina                                  | 13.4.1995 - 15.4.1999                                           | Saml         |
| Finansminister Iiro Viinanen Sauli Niinistö                    | 13.4.1995 - 2.2.1996 2.2.1996 - 15.4.1999                       | Saml         |
| Andre finansminister Arja Alho Jouko Skinnari                  | 13.4.1995 - 9.10.1997 9.10.1997 - 15.4.1999                     | SDP          |
| Undervisningsminister Olli-Pekka Heinonen                      | 13.4.1995 - 15.4.1999                                           | Saml         |
| Jord- och skogsbruksminister Kalevi Hemilä                     | 13.4.1995 - 15.4.1999                                           | – (opol.)    |
| Trafikminister Tuula Linnainmaa Matti Aura Kimmo Sasi          | 13.4.1995 - 1.4.1997 2.4.1997 - 15.1.1999 15.1.1999 - 15.4.1999 | Saml         |
| Handels- och industriminister Antti Kalliomäki                 | 13.4.1995 - 15.4.1999                                           | SDP          |
| Social- och hälsominister Sinikka Mönkäre                      | 13.4.1995 - 15.4.1999                                           | SDP          |
| Andra social- och hälsominister Terttu Huttu-Juntunen          | 13.4.1995 - 15.4.1999                                           | Vänst        |
| Arbetsminister Liisa Jaakonsaari                               | 13.4.1995 - 15.4.1999                                           | SDP          |
| Miljöminister Pekka Haavisto                                   | 13.4.1995 - 15.4.1999                                           | Gröna        |
| Europaminister Ole Norrback                                    | 13.4.1995 - 15.4.1999                                           | SFP          |
| Andre inrikesminister Jouni Backman                            | 13.4.1995 - 15.4.1999                                           | SDP          |
| Kulturminister Claes Andersson Suvi-Anne Siimes                | 13.4.1995 - 4.9.1998 4.9.1998 - 15.4.1999                       | Vänst. Vänst |